# 1. Tennis-Bundesliga (Herren) 2002
In der 31. Saison der Tennis-Bundesliga der Herren wurde 2002 die Mannschaft von ETuF Essen Deutscher Meister.

## Saisonüberblick
Der deutsche Meister 2002 wurde in zwei Finalspielen des Tabellenersten gegen den Tabellenzweiten ermittelt, wobei jeder Verein einmal Heimrecht besaß. Der ETuF Essen konnte sich in beiden Spielen gegen TC Blau-Weiß Sundern durchsetzen. Das erste Spiel in Essen gewann der ETuF mit 6:3, im Rückspiel in Sundern reichte ein 4:2 nach den Einzeln, um den Meistertitel perfekt zu machen, die Doppel wurden nicht mehr ausgetragen.

## Abschlusstabelle
|    | Mannschaft                    | Begegnungen | Punkte | Matches | Sätze  | Spiele |
| -- | ----------------------------- | ----------- | ------ | ------- | ------ | ------ |
| 1. | TC Blau-Weiß Sundern          | 8           | 7:1    | 53:19   | 113:55 |        |
| 2. | ETuF Essen                    | 8           | 7:1    | 47:25   | 101:66 |        |
| 3. | Rochusclub Düsseldorf         | 8           | 6:2    | 41:31   | 92:74  |        |
| 4. | TC Blau-Weiss Neuss           | 8           | 4:4    | 36:36   | 86:85  |        |
| 5. | Wacker Burghausen             | 8           | 3:5    | 34:38   | 83:90  |        |
| 6. | TC Bamberg (N)                | 8           | 3:5    | 32:40   | 76:90  |        |
| 7. | Dinslakener TG Blau-Weiss (M) | 8           | 3:5    | 29:43   | 69:94  |        |
| 8. | TK Grün-Weiss Mannheim        | 8           | 2:6    | 26:46   | 72:106 |        |
| 9. | HTC Blau-Weiß Krefeld (N)     | 8           | 1:7    | 26:46   | 68:100 |        |

|                      |                                                                |
| Zum Saisonende 2001: |                                                                |
| (M)                  | Meister, Meister in der Vorsaison                              |
| (N)                  | Neuling, Aufsteiger aus der 2. Tennis-Bundesliga (Herren) 2001 |

| Zum Saisonende 2002:                                                             |
| Meister Finalspielteilnehmer Absteiger in die 2. Tennis-Bundesliga (Herren) 2003 |